# Zuiderkerkhof (Haarlem)
Het Zuiderkerkhof was een begraafplaats van de stad Haarlem en was gelegen net buiten de Grote Houtpoort in Haarlem Zuid-West. De begraafplaats was gelegen tussen de Dreef en de Heeren of Wagenweg aan het Hazepatersveld, waarvan enkel het Florapark over is. Deze begraafplaats werd in 1636 gesticht en was bedoeld voor mensen die buiten de zuidelijke Stadsbuitensingel woonden.
Deze begraafplaats werd netzoals het Noorderkerkhof op de Bolwerken tot 1832 gebruikt. Verschillende doden werden na uit gebruik name naar de nieuwe begraafplaats Begraafplaats Kleverlaan overgebracht, destijds Begraafplaats Akendam geheten. In 1858 werd het terrein aan de Dreef verkocht waarna er in 1875 een woonhuis verrees.